# Ta-bener
Ta-bener (Tȝ-bnr(w), « le pays du palmier dattier » ou « le pays de la douceur ») est situé en Basse-Égypte, entre Xoïs (Sakha) et Behbeit El-Hagara, sur l'emplacement de l'actuelle Matboùl dans le district de Kafr el-Cheikh.
Le toponyme Tȝ-bnr est connu depuis l'époque ramesside et il est attesté jusqu'à l'époque gréco-romaine.
Le site n'a pas vraiment été fouillé bien qu'une statue (Caire JE 85743) y ait été découverte en 1941. Cette statue, sculptée dans le grauwacke est acéphale, brisée à hauteur des genoux et les bras manquants. Le personnage, identifié comme étant Aristonikos, a sans doute occupé de hautes charges dans l'administration lagide ainsi que des charges religieuses. Il porte un nom grec et, selon toute vraisemblance est un Grec. Le fait de porter un nom grec sur un monument de type égyptien, en hiéroglyphes, souligne la volonté de son propriétaire de signifier son appartenance à la communauté indigène, seule capable de composer et lire ces inscriptions.